# Prix de Kyoto
 (octobre 2016).
Si vous disposez d'ouvrages ou d'articles de référence ou si vous connaissez des sites web de qualité traitant du thème abordé ici, merci de compléter l'article en donnant les références utiles à sa vérifiabilité et en les liant à la section « Notes et références ».
Le prix de Kyoto (京都賞, Kyōto-shō) est une récompense internationale décernée à des personnes qui se sont distinguées par des contributions remarquables au développement de la science et de la civilisation mondiale, ainsi qu’à l’élévation spirituelle. La caractéristique du prix de Kyoto est de récompenser non seulement l’œuvre accomplie, mais aussi la contribution à la société humaine, en d’autres termes « célébrer l’homme ».

## Modalités d'attribution
La fondation Inamori, créée en 1984 par Kazuo Inamori, actuellement président d’honneur de la compagnie Kyocera, a fondé en 1985 le prix de Kyoto selon l'idée que : 

« L'acte suprême de l'être humain est d'agir pour le monde et pour l’homme » et que « L’avenir de l’être humain sera assuré quand le développement de la science et l’élévation spirituelle seront équilibrés. »

Chaque année, parmi des candidats ayant fait l’objet de recommandations venues du monde entier, et au terme d’une sélection stricte et impartiale, trois lauréats sont désignés au titre de « Catégorie des technologies avancées », de « Catégorie des sciences fondamentales » et de « Catégorie des arts et de la philosophie ». La désignation des lauréats est rendue publique au mois de juin et la cérémonie de remise du prix a lieu toutes les années le 10 novembre au Palais des congrès internationaux de Kyoto, où les lauréats se voient remettre leur diplôme, la médaille d'or du prix de Kyoto, ainsi qu’un montant de 50 000 000 yens (environ 440 000 € en octobre 2016) pour chacune des trois catégories.
Il s'ensuit après la cérémonie de remise de prix, une semaine de discours commémoratifs des lauréats, ateliers et autres événements pédagogiques.Le nombre de prix remis chaque année est de trois sauf en 2019 (un) et 2020 (aucun). 

## Liste des lauréats

### Sciences

#### Biologie
- 1986 : George Evelyn Hutchinson ( États-Unis, 1903-1991)
- 1990 : Jane Goodall ( Royaume-Uni, 1934)
- 1993 : William Donald Hamilton ( Royaume-Uni, 1936-2000)
- 1997 : Daniel Hunt Janzen (en) ( États-Unis, 1939)
- 2001 : John Maynard Smith ( Royaume-Uni, 1920 - 2004)
- 2005 : Simon Asher Levin (en) ( États-Unis, 1941)
- 2009 : Peter et Rosemary Grant ( Royaume-Uni, 1936)
- 2013 : Masatoshi Nei (de) ( États-Unis, 1931)
- 2017 : Graham Farquhar (de) ( Australie, 1947)
- 2021 : Robert Roeder ( États-Unis, 1942)

#### Mathématiques
- 1985 : Claude Elwood Shannon ( États-Unis, 1916-2001)
- 1989 : Israel Gelfand ( Ukraine, 1913-2009)
- 1994 : André Weil ( France, 1906-1998)
- 1998 : Kiyoshi Itō ( Japon, 1915-2008)
- 2002 : Mikhaïl Gromov ( France- Russie, 1943)
- 2006 : Hirotugu Akaike ( Japon, 1927-2009)
- 2010 : László Lovász ( Hongrie,  États-Unis, 1948)
- 2014 : Edward Witten ( États-Unis, 1951)
- 2018 : Masaki Kashiwara ( Japon, 1947)

#### Astronomie et astrophysique
- 1987 : Jan Hendrik Oort ( Pays-Bas, 1900-1992)
- 1991 : Edward Norton Lorenz ( États-Unis, 1917-2008)
- 1995 : Chūshirō Hayashi ( Japon, 1920-2010)
- 1999 : Walter Munk ( États-Unis, 1917-2019)
- 2003 : Eugene Newman Parker ( États-Unis, 1927)
- 2007 : Hiroo Kanamori ( Japon, 1936)
- 2011 : Rashid Sunyaev ( Russie, 1943)
- 2015 : Michel Mayor ( Suisse, 1942)

#### Sciences cognitives
- 1988 : Noam Chomsky ( États-Unis, 1928)

#### Sciences de la vie
- 1992 : Yasutomi Nishizuka (de) ( Japon, 1932-2004)
- 1996 : Mario Renato Capecchi ( États-Unis, 1937)
- 2000 : Walter Jakob Gehring ( Suisse, 1939-2014)
- 2004 : Alfred G. Knudson ( États-Unis, 1922-2016)
- 2008 : Tony Pawson ( Canada- Royaume-Uni, 1952)
- 2012 : Yoshinori Ohsumi ( Japon, 1945)
- 2016 : Tasuku Honjo ( Japon, 1942)

### Technologie

#### Électronique
- 1985 : Rudolf Emil Kalman ( États-Unis, 1930)
- 1989 : Amos E. Joel, Jr. (de) ( États-Unis, 1918-2008)
- 1993 : Jack St. Clair Kilby ( États-Unis, 1923-2005)
- 1997 : Federico Faggin ( Italie, 1941), Stanley Mazor (de) ( États-Unis, 1941), Marcian Edward Hoff Jr. ( États-Unis, 1937), Masatoshi Shima ( Japon, 1943)
- 2001 : Zhores Ivanovich Alferov ( Russie, 1930-2016), Izuo Hayashi ( Japon, 1922-2005), Morton B. Panish ( États-Unis, 1929)
- 2005 : George H. Heilmeier ( États-Unis, 1936-2014)
- 2009 : Isamu Akasaki ( Japon, 1929)
- 2013 : Robert H. Dennard ( États-Unis, 1932)
- 2017 : Takashi Mimura (de) ( Japon, 1944)

#### Biotechnologie et technologie médicale
- 1986 : Nicole Le Douarin ( France, 1930)
- 1990 : Sydney Brenner ( Royaume-Uni, 1927-2019)
- 1994 : Paul Lauterbur ( États-Unis, 1929-2007)
- 1998 : Kurt Wüthrich ( Suisse, 1938)
- 2002 : Leroy Edward Hood (de) ( États-Unis, 1938-2013)
- 2006 : Leonard Herzenberg ( États-Unis, 1934 - 2012)
- 2010 : Shinya Yamanaka ( Japon, 1962)
- 2014 : Robert S. Langer ( États-Unis, 1948)
- 2018 : Karl Deisseroth ( États-Unis, 1971)

#### Science des matériaux et ingénierie
- 1987 : Morris Cohen (de) ( États-Unis, 1911-2005)
- 1991 : Michael Szwarc ( États-Unis, 1909-2000)
- 1995 : George William Gray ( Royaume-Uni, 1926-2013)
- 1999 : W. David Kingery (de) ( États-Unis, 1926-2000)
- 2003 : George McClelland Whitesides ( États-Unis, 1939)
- 2007 : Hiroo Inokuchi (de) ( Japon, 1927)
- 2011 : John W. Cahn ( États-Unis, 1928)
- 2015 : Toyoki Kunitake (de) ( Japon, 1936)

#### Science de l'information
- 1988 : John McCarthy ( États-Unis, 1927-2011)
- 1992 : Maurice Vincent Wilkes ( Royaume-Uni, 1913-2010)
- 1996 : Donald Ervin Knuth ( États-Unis, 1938)
- 2000 : Tony Hoare ( Royaume-Uni, 1934)
- 2004 : Alan Curtis Kay ( États-Unis, 1940)
- 2008 : Richard M. Karp ( États-Unis, 1935)
- 2012 : Ivan Sutherland ( États-Unis, 1938)
- 2016 : Takeo Kanade ( Japon, 1945)
- 2021 : Andrew Yao ( Chine, 1946)

### Arts et philosophie

#### Musique
- 1985 : Olivier Messiaen ( France, 1908 - 1992)
- 1989 : John Cage ( États-Unis, 1912 - 1992)
- 1993 : Witold Lutosławski ( Pologne, 1913 - 1994)
- 1997 : Iannis Xenakis ( France, 1922 - 2001)
- 2001 : György Ligeti ( Autriche, 1923 - 2006)
- 2005 : Nikolaus Harnoncourt ( Autriche, 1929 - 2016)
- 2009 : Pierre Boulez ( France, 1925 - 2016)
- 2013 : Cecil Taylor ( États-Unis, 1929 - 2018)
- 2017 : Richard Taruskin ( États-Unis, 1945)

#### Arts
- 1986 : Isamu Noguchi ( États-Unis, 1904 - 1998)
- 1990 : Renzo Piano ( Italie, 1937)
- 1995 : Roy Lichtenstein ( États-Unis, 1923 - 1997)
- 1998 : Nam June Paik ( États-Unis, 1932 - 2006)
- 2002 : Tadao Andō ( Japon, 1941)
- 2006 : Issey Miyake ( Japon, 1938)
- 2010 : William Kentridge ( Afrique du Sud, 1955)
- 2014 : Fukumi Shimura ( Japon, 1924)
- 2018 : Joan Jonas ( États-Unis, 1936)

#### Théâtre, cinéma
- 1987 : Andrzej Wajda ( Pologne, 1926-2016)
- 1991 : Peter Brook ( Royaume-Uni, 1925-2022)
- 1994 : Akira Kurosawa ( Japon, 1910-1998)
- 1999 : Maurice Béjart ( France, 1927-2007)
- 2003 : Tamao Yoshida ( Japon, 1919-2006)
- 2007 : Pina Bausch ( Allemagne, 1940-2009)
- 2011 : Bandō Tamasaburō V ( Japon, 1950)
- 2015 : John Neumeier ( États-Unis, 1942)
- 2019 : Ariane Mnouchkine[1] ( France, 1939)

#### Pensée et éthique
- 1988 : Paul Thieme ( Allemagne, 1905-2001)
- 1992 : Karl Raimund Popper ( Royaume-Uni, 1902-1994)
- 1996 : Willard Van Orman Quine ( États-Unis, 1908-2000)
- 2000 : Paul Ricœur ( France, 1913-2005)
- 2004 : Jürgen Habermas ( Allemagne, 1929)
- 2008 : Charles Margrave Taylor ( Canada, 1931)
- 2012 : Gayatri Chakravorty Spivak ( Inde, 1942)
- 2016 : Martha Craven Nussbaum ( États-Unis, 1947)
- 2021 : Bruno Latour ( France, 1947-2022)

### Prix commémoratif spécial
- 1985 : Fondation Nobel